# Felice Nazzaro
Felice Nazzaro (Monteu da Po, 4 dicembre 1881 – Torino, 21 marzo 1940) è stato un pilota automobilistico italiano.

## Biografia
Alla fine del XIX secolo, Felice Nazzaro giunse a Torino e iniziò a lavorare nell'azienda del padre, commerciante di carbone. Appena quindicenne fu assunto come apprendista dalla ditta Ceirano e nel 1899 passò alla FIAT nella quale, come meccanico e pilota automobilistico, si affiancò a Vincenzo Lancia e Alessandro Cagno.
Per un lustro fu anche imprenditore, fondando la casa Nazzaro & C. Fabbrica di Automobili che fu in attività dal 1911 al 1916.
Nazzaro è stato uno dei pionieri dell'automobilismo italiano. Già nel 1901 vinse la Piombino - Livorno e partecipò al 1º Giro automobilistico d'Italia.
Nel 1907 visse la sua più grande stagione, vincendo il Gran Premio di Francia, la Targa Florio e il Kaiserpreis sul Circuito del Taunus in Germania, affermandosi come il miglior pilota del mondo.
Nel 1908 si aggiudicò la Coppa Florio, assistito dal co-pilota Augusto Bertelli, e fu il primo a superare la barriera dei 200 km/h con un veicolo terrestre. Forte delle sue vittorie europee, partecipò anche al Gran Premio degli Stati Uniti del 1908, tenutosi a Savannah in cui si qualificò terzo.
Vinse poi nuovamente la Targa Florio nel 1913 e il Gran Premio di Francia nel 1922, anche aggiudicandosi la piazza d'onore, nello stesso anno, al 2º Gran Premio d'Italia, sul Circuito di Monza.
Per il suo tipo di guida, esente da eccessi e basata sulla regolarità di traiettorie millimetriche e costanza di tempi sul giro, era soprannominato dalla stampa sportiva dell'epoca Cronometro umano.
Felice Nazzaro muore nel 1940, in seguito a lunga malattia, e dopo i funerali solenni curati dalla FIAT, ai quali parteciparono una folla enorme e moltissime personalità del mondo automobilistico, il corpo venne tumulato nella tomba di famiglia, accanto alla moglie, nel cimitero di Montiglio Monferrato.
Il nipote Biagio Nazzaro fu un grande pilota motociclistico ma anche automobilistico (morirà proprio nel Gran Premio di Francia del 1922).